# マツモト (京都府)

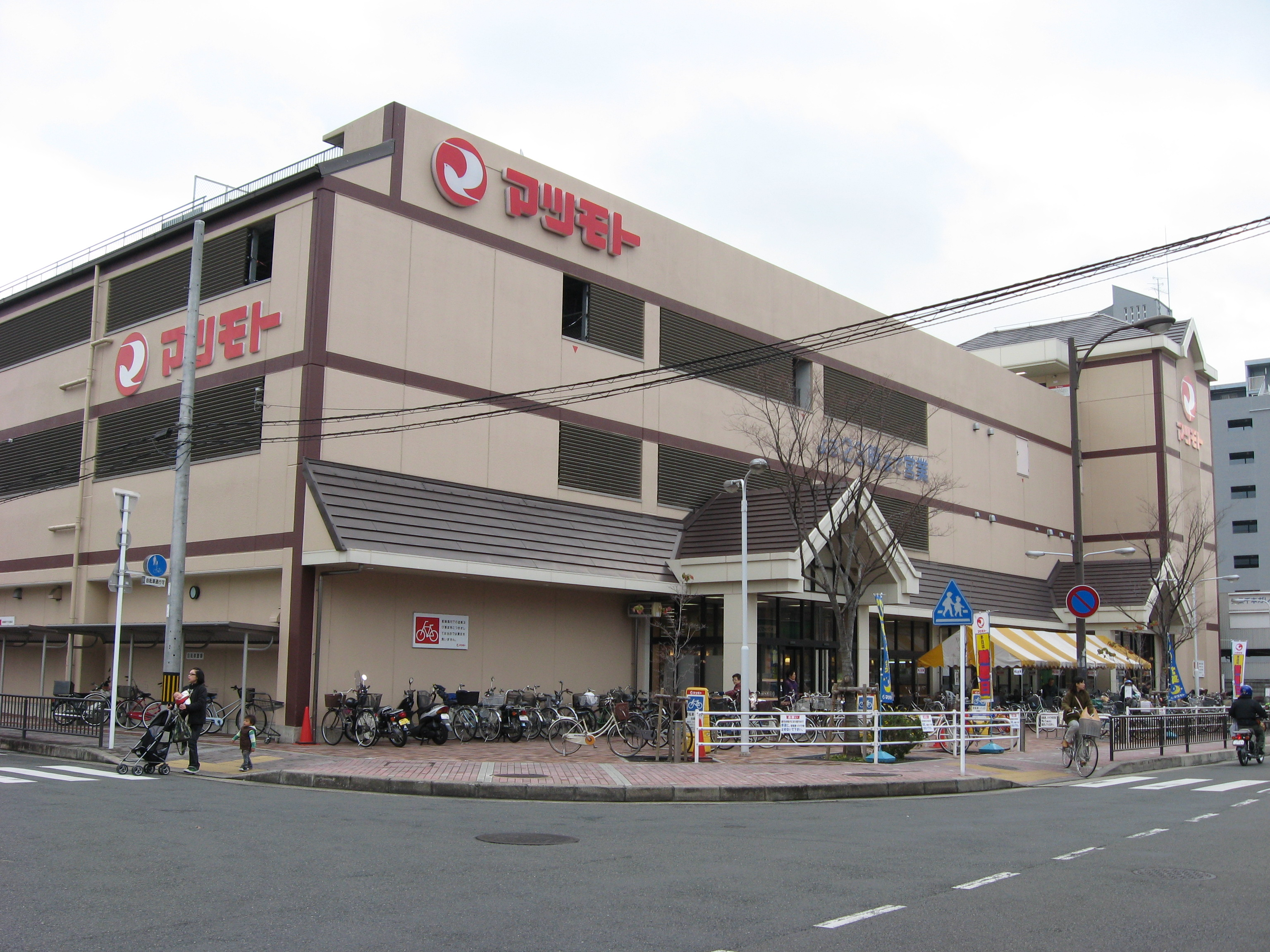
スーパーマツモト五条店

株式会社マツモトは、京都府亀岡市に本社を置くスーパーマーケット事業を行う企業。2019年10月1日現在で営業中の店舗は23店舗である。くらし良好の商品も取り扱っている。

## 歴史
- 1951年：食品問屋として設立
- 1955年：紺屋町店開設
- 1994年：新そのべ店開設
- 1997年：あやべ店開設（綾部市初出店）
- 1998年：千代川店開設
- 1999年：上桂店開設（京都市初出店）
- 2000年：大原野店、荒塚店開設
- 2002年：伏見店開設
- 2005年：五条店、向日店開設（向日市初出店）
- 2009年：新丸太町店開設
- 2010年：洛南店開設
- 2011年：桂東店、西小路店開設
- 2015年：北山店開設
- 2016年：長岡京店開設（長岡京市初出店）
- 2017年：宇治西店開設（宇治市初出店）・くずは北店開設（枚方市、大阪府初出店）
- 2018年：宇治小倉店開設
- 2019年：桂川店開設
- 2022年：大井南店開設
- 2023年：亀岡東店開設

## 店舗
現行店舗については「マツモト 店舗検索」を参照。

### 京都府 京都市
- 上桂店
- 大原野店
- 伏見店
- 五条店（JR丹波口駅前）
- 新丸太町店
- 洛南店（京都市南区吉祥院観音堂町21に2010年5月20日開業）
- 西小路店（西小路御池）
- 桂東店
- 北山店

### 京都府 向日市
- 向日店

### 京都府 長岡京市
- 長岡京店

### 京都府 宇治市
- 宇治西店（2017年11月21日開業）
- 宇治小倉店

### 京都府 亀岡市
- うまほり店（かつては、馬堀店→ベルタウンうまほり店だった）
- 中央店（本店。かつては、横町店だった）
- 荒塚店
- 大井南店
- 大井店
- 千代川店
- 亀岡東店

### 京都府 南丹市
- 八木店
- 新そのべ店

### 京都府 綾部市
- あやべ店

### 大阪府 枚方市
- くずは北店

## かつてあった店舗
- 安町店（亀岡市安町）
- 園部店（船井郡園部町、現・南丹市）
- 紺屋町店（亀岡市紺屋町。現在は倉庫となっていて駐車場もそのままである）
- みその店（南丹市園部町美園町。新そのべ店へ統合）
- ピアタウン店（亀岡市南つつじヶ丘。亀岡東店へ統合）